# Faneca
A faneca (Trisopterus luscus) é um peixe ósseo da família Gadidae.

## Descrição
Peixe de até 20-25 cms de comprimento, alargado, com cabeça pequena; a mandíbula superior ultrapassa ligeiramente a inferior, a qual tem um barbilho de igual comprimento ao diâmetro da órbita do olho. O corpo é mais alto que o comprimento da cabeça, com a linha lateral um pouco curva na parte anterior. Tem três barbatanas dorsais, de 11-14, 20-24 e 18-20 raios moles cada uma. A barbatana pélvica tem 6 raios moles, anterior à peitoral, de 17, com uma mancha escura na base. Possui duas barbatanas posteriores próximas às dorsais, com 30-34 raios a primeira, que surge à altura da primeira dorsal, e 19-22 a segunda. Tem o ânus à altura da metade da primeira dorsal. Possui coloração bronze pálida sobre a linha lateral, com bandeado vertical mais escuro (4 ou 5 bandas), e cinzento prateado na zona ventral. As barbatanas mais escuras possuem um fino ponteado negro, sendo as peitorais ocre e as ventrais esbranquiçadas.

## Habitat e ecologia
Os indivíduos jovens encontram-se em águas pouco profundas, em baixos rochosos ou arenosos, entre as rochas, atingindo a maturidade sexual ao fim de um ano de idade, enquanto que os adultos vivem em águas mais profundas, entre 30 e 100 metros de profundidade. Desova na Primavera, entre os 50 e os 70 metros, sendo as ovas dispersas pelas correntes. Alimenta-se de vermes que encontram enterrados com o barbilho, de crustáceos, calamares e outros peixes pequenos.A faneca tem um ciclo de vida relativamente curto, vivendo em média quatro anos.

## Distribuição
Das Ilhas Britânicas ao Mediterrâneo, comum em Portugal.